# Słaszczowskaja
Słaszczowskaja (ros. Слащёвская) – stanica w Rosji, w obwodzie wołgogradzkim, w rejonie kumyłżeńskim. W 2010 liczyła 1288 mieszkańców.